# Desesperados
«Desesperados» es una canción de los cantantes puertorriqueños Rauw Alejandro y Chencho Corleone. Fue publicado el 9 de diciembre de 2021, siendo presentado como el séptimo sencillo del segundo álbum de estudio de Alejandro, Vice Versa, en reemplazo de «Track 4». Fue escrita por Alejandro, Corleone, Jorge Cedeño Echevarría, Nino Segarra, NaisGai, Colla, Kenobi y Eric Duars, mientras que la producción estuvo a cargo de Alejandro, Dulce como Candy, Dimelo Ninow y NaisGai. La canción recibió críticas ampliamente positivas de los críticos de música, que elogiaron su ritmo bailable y pegadizo y la voz de los cantantes.
«Desesperados» fue clasificada entre las 100 mejores canciones de reguetón de todos los tiempos por Rolling Stone y fue nominada a «colaboración del año» en los Premios Tu Música Urbano de 2022. La canción fue un éxito comercial, alcanzando el número uno en nueve países, incluidos Colombia, España y Perú, así como el top cinco en varios otros países como Argentina y México, y en Hot Latin Songs de Billboard en los Estados Unidos. También alcanzó la cima de las listas Latin Airplay y Latin Rhythm Airplay, alcanzó el número 13 en el Billboard Global 200, y se convirtió en la primera entrada de Corleone en el Billboard Hot 100. La canción ha recibido varias certificaciones, incluyendo el cuádruple platino latino en los Estados Unidos.
Un video musical que lo acompaña, lanzado simultáneamente con la canción, fue dirigido por Manson y contiene escenas eróticas. Para promocionar la canción, Alejandro y Corleone la interpretaron en The Tonight Show Starring Jimmy Fallon.

## Antecedentes y lanzamiento
Rauw Alejandro lanzó su segundo álbum de estudio, Vice Versa el 25 de junio de 2021. El álbum debutó en el número uno en Billboard Top Latin Albums, obteniendo Alejandro su primer número uno en la lista, y fue clasificado como el tercer mejor álbum de 2021 y el mejor álbum en español del año por Rolling Stone.
Un día antes del lanzamiento, Alejandro hizo una publicación de un video y una serie de fotos en su perfil de Instagram. El estreno y su adhesión a Vice Versa fue el 9 de diciembre de 2021, en reemplazo de «Track 4», un interludio de 17 segundos que incluía pitidos electrónicos y una voz de robot que repetía la palabra «loading». Al mes siguiente, durante una entrevista con Los 40, explicó al respecto: «El ‹Track 4› es una sorpresa. La gente no entiende todavía porque hice eso. Es una canción que no tiene canción. Es una sorpresa que les tengo, pero es una canción que va a salir pronto». El hype hecho por el interludio fue señalado por los medios de comunicación como «una buena técnica de marketing». El 17 de noviembre de 2021, Alejandro anunció que había establecido una fecha de lanzamiento para la canción a través de Instagram.
El 9 de diciembre de 2021, «Desesperados» fue lanzado para descarga digital y streaming por Sony Music Latin y Duars Entertainment como el quinto sencillo de Vice Versa y reemplazó a «Track 4» en el álbum. Marcó la segunda colaboración entre Alejandro y Chencho Corleone, quien previamente había trabajado en «El efecto» en 2019. El 11 de diciembre se publica como sencillo. En mayo de 2022, durante una entrevista con Billboard, Alejandro llamó a Corleone una «leyenda» y habló sobre la colaboración: «[...] Hice mi primera colaboración con Chencho, fue en ‹El efecto›. Fue como hace tres años y le fue muy bien. Tenemos buena química, así que la gente estaba como esperando la próxima colaboración y esperé a que mi álbum pusiera ‹Desesperados› [en él], y ya sabes, tenemos dos de dos en este momento».

## Composición y letra
Musicalmente, «Desesperados» es una canción optimista de reguetón, con ritmos de cumbia y dembow. La canción fue escrita por Alejandro, Corleone, Jorge Cedeño Echevarría, Nino Segarra, NaisGai, Colla, Kenobi y Eric Duars. Su producción estuvo a cargo de Alejandro, Dulce como Candy, Dímelo Ninow y NaisGai, y la pista dura un total de 3 minutos y 44 segundos. «Desesperados» trata sobre dos personas que están separadas, pero que aún sienten amor el uno por el otro, por lo que de alguna manera intentan volver a estar juntos. Hay un romance muy apasionado entre los dos amantes que «ni siquiera es molestia estacionar su coche antes de quitarse la ropa», mientras que ya han reservado una habitación en un hotel.

## Recepción
En 2022 Rolling Stone clasificó a «Desesperados» como la 90.ª mejor canción de reguetón de todos los tiempos.

### Críticas
Tras su lanzamiento, «Desesperados» fue recibido con críticas ampliamente positivas de los críticos de música. En su reseña para Billboard, Jason Lipshutz describió la canción como «brillante», diciendo que «saca sus respectivas fortalezas mientras se adhiere a los contornos de la larga duración que está uniendo». Continuó elogiando el «escaparate vocal» de Alejandro y el sonido «especialmente animado» de Corleone. El crítico de Rolling Stone Lucas Villa describió la voz de Alejandro como «suave» y comentó que la canción «encarna con éxito tanto el pasado como el presente del reguetón».  Carolina Rodríguez Conza de Los 40 señaló que su «serie de sonidos de reggaetón y ritmos pegadizos» hacen que los oyentes «bailen sin parar».  En otro artículo, lo describió como «un sencillo con sonidos puros del género urbano que nos dejó sin palabras y con ganas de escuchar más de Puerto Rico».  Nadia Juanes de El Rescate Musical aplaudió la canción por ser «perfecta para bailar en cualquier fiesta», mientras que Raphael Helfand de The Fader describió su ritmo como «contagioso». Un autor de Monitor Latino etiquetó a «Desesperados como un «gran sencillo» que «brilla el doble gracias a la colaboración» de Corleone en la canción de Alejandro. La crítica de ¡Hola! Rebecah Jacobs presentó a Alejandro como «sensación de la música latina» y el personal de Ocio Latino lo nombró un «fenómeno» en sus respectivas reseñas de la canción.

### Nominaciones
| Año  | Premios                  | Categoría                        | Resultado | Ref.   |
| ---- | ------------------------ | -------------------------------- | --------- | ------ |
| 2022 | Latino Show Awards       | Mejor canción urbana             | Pendiente | [ 27 ] |
| 2022 | Latino Show Awards       | Mejor video de música urbano     | Pendiente | [ 27 ] |
| 2022 | Latino Show Awards       | Mejor productor de música urbano | Pendiente | [ 27 ] |
| 2022 | Premios Tu Música Urbano | Colaboración del año             | Nominado  | [ 28 ] |
| 2022 | Premios Grammy Latinos   | Mejor interpretación reggaeton   | Pendiente | [ 29 ] |
| 2022 | Premios Grammy Latinos   | Mejor canción urbana             | Pendiente | [ 29 ] |

## Desempeño comercial
«Desesperados» se convirtió en un éxito mundial, alcanzando los números 13 y 10 en las listas Billboard Global 200 y Billboard Global Excl. US, respectivamente.   La canción debutó en el número 27 en la lista estadounidense Billboard Hot Latin Songs el 25 de diciembre de 2021, convirtiéndose en la entrada número 26 de Alejandro. El 2 de abril de 2022, la canción alcanzó su punto máximo del número cinco, dándole a Alejandro su sexto éxito en el top 10 de la lista. También se ubicó en el primer puesto del Latin Airplay y el Latin Rhythm Airplay de Billboard, con fecha del 2 de julio de 2022, consiguiendo Corleone su primer número uno en una lista radial de la revista. Mientras Corleone reclama su mejor posición de tres entradas a la lista, Alejandro registra su noveno número uno. «Desesperados» debutó en el número 99 en el Billboard Hot 100 de Estados Unidos con fecha del 16 de junio de 2022, convirtiéndose en la tercera entrada de Alejandro en la lista y la primera de Corleone. La semana siguiente subió al número 98 y posteriormente alcanzó el número 91 en su tercera semana en el Hot 100. La canción fue certificada cuádruple platino (latino) por la Recording Industry Association of America (RIAA), por ventas equivalentes a pistas de más de 240 000 unidades en los Estados Unidos.
Además, «Desesperados» llegó a las listas en varios países europeos, incluyendo Portugal y Suiza.  En la lista semanal oficial de España, la canción debutó en el número siete el 19 de diciembre de 2021. Posteriormente alcanzó el número uno en la lista durante tres semanas consecutivas, convirtiéndose en el tercer éxito número uno de Alejandro en el país y el primero de Corleone. La pista fue posteriormente certificada cuádruple platino por los Productores de Música de España (Promusicae), por ventas equivalentes a la pista de más de 240 000 unidades en el país.  En América Latina, «Desesperados» experimentó un gran éxito comercial. Alcanzó el número uno en Bolivia, Colombia, Ecuador, Perú, República Dominicana y Uruguay, y alcanzó el top 10 en América Latina, Argentina, Chile, Costa Rica, El Salvador, México, Panamá y Paraguay.  En México, la canción fue certificada doble platino por la Asociación Mexicana de Productores de Fonogramas y Videogramas (Amprofon), por ventas equivalentes a pistas de más de 280 000 unidades.  También fue certificado oro por Pro-Música Brasil por ventas equivalentes a pistas de más de 20 000 unidades en Brasil.

## Promoción

### Videoclip
Un videoclip fue lanzado simultáneamente con la canción. El visual fue dirigido por el equipo de dirección Manson. Representa a Alejandro y Corleone cantando en clubes nocturnos y campos de flores policromadas. También contiene varias escenas provocativas y eróticas, con mujeres, habitaciones vacías en blanco y negro y autos lujosos.   Cynthia Valdez de ¡Hola! describió el video como «colorido».  Ha sido nominado a «mejor video musical urbano» en los Latino Show Awards 2022.

### Presentaciones en vivo
Alejandro y Corleone interpretaron la canción en el programa de televisión estadounidense The Tonight Show Starring Jimmy Fallon el 6 de abril de 2022.  La canción también fue incluida en las listas de canciones para el Rauw Arena Tour y el Vice Versa World Tour.

## Posicionamiento en listas

### Semanales
| Lista (2021-2022)                     | Mejor posición |
| ------------------------------------- | -------------- |
| América Latina (Monitor Latino)       | 3              |
| Argentina Hot 100 (Billboard)         | 4              |
| Bolivia Songs (Billboard)             | 1              |
| Bubbling Under Hot 100 (Billboard)    | 2              |
| Chile Songs (Billboard)               | 2              |
| Colombia (Monitor Latino)             | 1              |
| Colombia Songs (Billboard)            | 4              |
| Costa Rica (Monitor Latino)           | 8              |
| Ecuador (Monitor Latino)              | 5              |
| Ecuador Songs (Billboard)             | 1              |
| El Salvador (Monitor Latino)          | 5              |
| España (Billboard)                    | 2              |
| España (Promusicae)                   | 1              |
| Global 200 (Billboard)                | 13             |
| Honduras (Monitor Latino)             | 2              |
| Billboard Hot 100                     | 91             |
| Hot Latin Songs (Billboard)           | 4              |
| Latin Airplay (Billboard)             | 1              |
| Latin Digital Song Sales (Billboard)  | 14             |
| Latin Rhythm Airplay (Billboard)      | 1              |
| Mexico Airplay (Billboard)            | 19             |
| Mexico Songs (Billboard)              | 3              |
| Nicaragua (Monitor Latino)            | 2              |
| Panamá (Monitor Latino)               | 6              |
| Paraguay (Monitor Latino)             | 13             |
| Perú (Monitor Latino)                 | 1              |
| Peru Songs (Billboard)                | 1              |
| Puerto Rico Urbano (Monitor Latino)   | 15             |
| Portugal (AFP)                        | 81             |
| República Dominicana (Monitor Latino) | 1              |
| Suiza (Schweizer Hitparade)           | 97             |

### Mensuales
| Lista (2022)   | Mejor posición |
| -------------- | -------------- |
| Paraguay (SGP) | 8              |
| Uruguay (CUD)  | 1              |

## Certificaciones
| País            | Organismo certificador                                         | Certificación | Ventas certificadas | Ref.   |
| --------------- | -------------------------------------------------------------- | ------------- | ------------------- | ------ |
| Brasil          | Pro-Música Brasil                                              | Oro           | 20 000              | [ 59 ] |
| España          | Productores de Música de España                                | 2× platino    | 80 000              | [ 42 ] |
| Estados Unidos  | Recording Industry Association of America                      | 4× platino    | 240 000             | [ 39 ] |
| México          | Asociación Mexicana de Productores de Fonogramas y Videogramas | Platino       | 140 000             | [ 58 ] |
| Portugal        | Associação Fonográfica Portuguesa                              | Oro           | 5 000               | [ 75 ] |
| Streaming       |                                                                |               |                     |        |
| América Central | Certificación Fonográfica Centroamericana                      | Platino       | 7 000 000           | [ 76 ] |